# Космос-2504
Космос-2504 — российский военный спутник с возможностями изменения орбиты, запущенный 31 марта 2015 года по программе «Нивелир» совместно с тремя спутниками связи «Гонец-М».
По сообщению наблюдавших за ним американских военных, спутник произвёл как минимум 11 манёвров по сближению с выведшим его разгонным блоком Бриз-КМ, и поднял его орбиту на более высокую. После этого спутник стал на малых скоростях, но интенсивно приближаться к груде космического мусора, вероятно для отработки в будущем сближения и стыковки с другими объектами на орбите. Предполагается, что Космос-2504 является противоспутниковым оружием.
В 2017 году «Космос-2504» пролетел в километре от остатков спутника, уничтоженного в 2007 году китайской противоспутниковой ракетой.